# Funnebotjärnet
Funnebotjärnet är en sjö i Melleruds kommun i Dalsland och ingår i Göta älvs huvudavrinningsområde. Sjön har en area på 0,207 kvadratkilometer och ligger 183,3 meter över havet. Sjön avvattnas av vattendraget Hammelsströmmen.

## Delavrinningsområde
Funnebotjärnet ingår i det delavrinningsområde (652472-129718) som SMHI kallar för Inloppet i Erve. Medelhöjden är 189 meter över havet och ytan är 5,72 kvadratkilometer. Det finns inga avrinningsområden uppströms utan avrinningsområdet är högsta punkten. Hammelsströmmen som avvattnar avrinningsområdet har biflödesordning 3, vilket innebär att vattnet flödar genom totalt 3 vattendrag innan det når havet efter 187 kilometer. Avrinningsområdet består mestadels av skog (65 procent). Avrinningsområdet har 5,21 kvadratkilometer vattenytor vilket ger det en sjöprocent på 20 procent.